# منتخب فيتنام لكرة القدم للسيدات
منتخب فيتنام الوطني لكرة القدم للسيدات (بالفيتنامية: Đội tuyển bóng đá nữ quốc gia Việt Nam)‏ هو ممثل فيتنام الرسمي في المنافسات الدولية في كرة القدم في فئة كرة قدم نسائية.

## وصلات خارجية
- الموقع الرسمي